# Rocket Man
„Rocket Man“, celým názvem „Rocket Man (I Think It's Going to Be a Long, Long Time)“, je píseň anglického hudebníka Eltona Johna. Text k ní napsal jeho dlouholetý spolupracovník Bernie Taupin, který se inspiroval povídkou „Astronaut“ (anglicky „The Rocket Man“) ze Ilustrovaný muž od Raye Bradburyho. Původně vyšla na Johnově pátém albu Honky Château v květnu 1972 (v předchozím měsíci rovněž vyšla jako singl s písní „Susie (Dramas)“ na druhé straně). Producentem původní nahrávky byl Gus Dudgeon. Magazín Rolling Stone píseň v roce 2004 zařadil na 242. příčku svého žebříčku 500 nejlepších písní všech dob. Ve verzi z roku 2010 se umístila na 245. místě. Coververze písně v podání kapely My Morning Jacket byla použita v seriálu Californication (v jiné epizodě byla použita také Johnova verze).